# Mar de Koro
La mar de Koro (anglès: Koro Sea) és una mar interinsular situada al sud-oest de l'Oceà Pacífic i envoltada per les més de 300 illes de Fiji: la voregen Viti Levu al sud, Vanua Levu i Taveuni al nord, Kadavu a l'oest i les illes Lau a l'est. És a uns 2100 km al nord d'Auckland (Nova Zelanda). Va ser batejada així en referència a l'illa volcànica de Koro, pertanyent a l'arxipèlag de Fiji i ubicada al nord-oest d'aquesta mar.
És relativament poc fonda: la seva profunditat màxima és 2930 metres; la profunditat mitjana a les parts septentrional i occidental és menor que la de l'oriental. El fons marí està format per roques basàltiques, pesades i característiques de les conques oceàniques. A causa de les roques, els bancs de sorra i els nombrosos esculls de corall entre illes, que ocupen uns 411 km2 de mar, només s'hi pot navegar per la part central, en concret per unes quantes rutes estretes. Per això, tot i que s'hi poden fer submarinisme i immersió lleugera, no són disciplines àmpliament practicades a la mar de Koro. Hi ha transbordadors que periòdicament duen la gent de la mar de Koro a l'illa Ovalau.
La mar separa les dues plataformes enfonsades de les quals sorgeixen les illes de Fiji. A part, al nord-oest de la mar hi ha el passatge de Nanuku, que compleix la mateixa funció. Les dues plataformes estan unides per una dorsal oceànica que travessa el passatge de Nanuku. Addicionalment, el passatge serveix de ruta marítima per a importar productes a la regió.
Tota la zona de l'aigua forma part de la denominada zona climàtica tropical. Hi ha corrents d'aire tropical tot l'any, tot i que està documentat el transcurs de la temperatura de l'aire amb el canvi d'estació. Hi predominen els vents alisis i en l'estació càlida s'hi formen ciclons tropicals. És una regió amb alta activitat sísmica. A banda, la zona pertany a l'ecoregió marina de les illes Fiji, englobada dins de la conca Indo-Pacífica. En l'àmbit de zoogeografia, la fauna bentònica de la plataforma continental i els bancs de sorra de les illes fins als 200 metres de profunditat també correspon a la regió indopacífica, dins del marc tropical. S'hi troben més de 300 espècies de coralls durs, 1500 de peixos i 7000 de caragols de mar.